# Clayton J. Woodworth
Clayton J. Woodworth (ur. 9 maja 1870, zm. 18 grudnia 1951) – amerykański działacz religijny, członek Międzynarodowych Badaczy Pisma Świętego, a później Świadków Jehowy. W 1918 roku został członkiem zarządu Towarzystwa Strażnica. Był współautorem książki Dokonana tajemnica, a także pierwszym redaktorem naczelnym czasopisma „Złoty Wiek” znanego obecnie jako „Przebudźcie się!”.

## Życiorys

### Wczesne lata
Clayton J. Woodworth urodził się w Stanach Zjednoczonych. W grudniu 1894 roku pełnoczasowy kaznodzieja Badaczy Pisma Świętego zaznajomił go z wierzeniami tej grupy religijnej w jego domu w Scranton w stanie Pensylwania. Clayton był wówczas krótko po ślubie. Napisał list do prezesa Towarzystwa Strażnica, Charlesa T. Russella: Jesteśmy młodym małżeństwem, związanym z nominalnym kościołem od około dziesięciu lat; ale teraz ufamy, że przechodzimy z jego ciemności do światła nowego dnia, który obecnie świta poświęconym dzieciom Najwyższego. (...) Na długo przed poznaniem się gorąco pragnęliśmy służyć Panu, jeśli byłoby to jego wolą, w charakterze misjonarzy na terenie zagranicznym.
Wkrótce wraz z żoną (z domu Arthur) należeli do miejscowego zboru. W 1906 roku urodził im się syn Clayton J. (junior), który w latach 40. XX wieku usługiwał jako dyrygent kongresowej orkiestry Świadków Jehowy.
W roku 1909 był napisał dodatki nazwane „Berejskim podręcznikiem nauczycieli biblijnych”, zawierające m.in. komentarze do wielu wersetów, odsyłacze do publikacji Towarzystwa Strażnica, skorowidz tematyczny, listę wersetów nieautentycznych, tabele chronologiczne i 12 map. Zostały one opublikowane w wydaniu Biblii zamówionym przez Towarzystwo Strażnica i nazwanym „Wydaniem Badaczy Pisma Świętego”.

### Służba

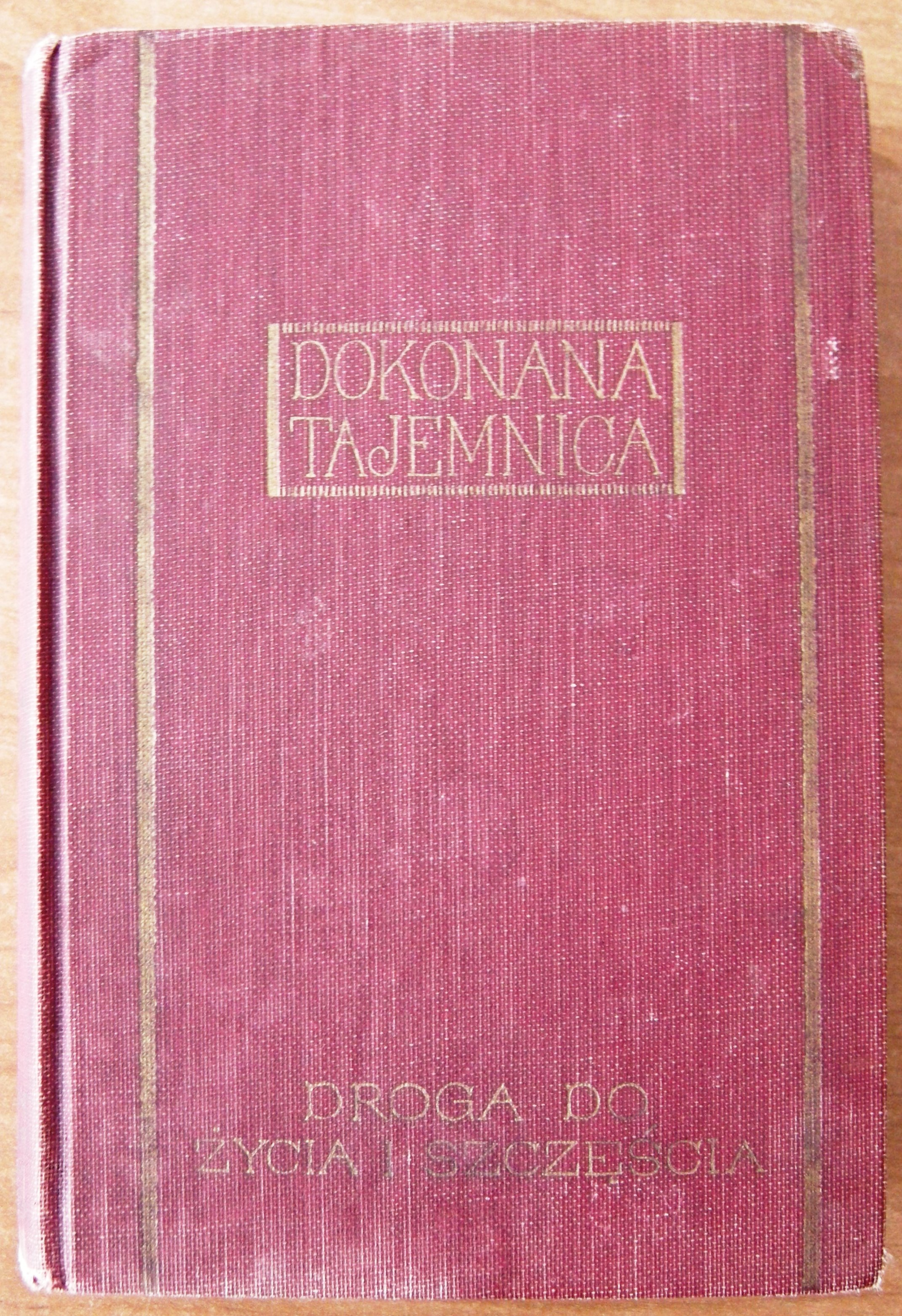
Polska edycja Dokonanej tajemnicy z 1923 roku wydana jako siódmy tom Wykładów Pisma Świętego – pod redakcją Woodwortha

W roku 1912 został członkiem Towarzystwa Strażnica i rodziny Betel w Brooklynie. W roku 1915 w wyniku reorganizacji został skierowany do prowadzania działalności kaznodziejskiej w terenie, później powrócił do Betel. 17 lipca 1917 roku Towarzystwa Strażnica wydało książkę Dokonana tajemnica, którą zredagował wspólnie z George’em H. Fisherem. Książkę ta, będącą komentarzem do Księgi Objawienia, Pieśni nad Pieśniami oraz Księgi Ezechiela została częściowo oparta na tym, co o tych księgach napisał C.T. Russell oraz uzupełniona komentarzami i wyjaśnieniami redaktorów. 

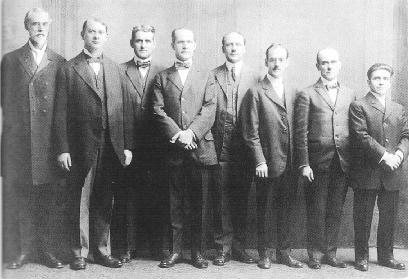
Członkowie Towarzystwa Strażnica w 1918 roku
(od lewej: W.E. Van Amburgh, J.F. Rutherford, A.H. Macmillan, R.J. Martin, F.H. Robison, Clayton J. Woodworth, G.H. Fisher, G. DeCecca)

W maju 1918 roku władze federalne nakazały aresztowanie głównych przedstawicieli administracji Towarzystwa Strażnica wraz z redaktorami książki. Zostali oni osadzeni w więzieniu federalnym w Atlancie oraz oskarżeni o szpiegostwo na rzecz Niemiec (trwała wtedy I wojna światowa). 21 czerwca 1918 roku siedmiu z ośmiu oskarżonych otrzymało wyrok 20 lat więzienia. W efekcie przeprowadzonej przez Badaczy kampanii na rzecz ich uwolnienia, 25 marca 1919 roku Clayton J. Woodworth i pozostali więźniowie po decyzji sędziego Sądu Najwyższego Stanów Zjednoczonych Louisa Brandeisa, opuścili więzienie za kaucją. 5 maja 1920 roku wycofano oskarżenie, a aresztowani zostali oczyszczeni ze wszystkich zarzutów.
1 sierpnia 1919 roku został ponownie członkiem rodziny Betel. Jesienią 1919 roku został redaktorem „Złotego Wieku” (od roku 1937 pod tytułem „Pociecha”, późniejsze „Przebudźcie się!”) – usługiwał w tym charakterze do roku 1946. Artykuły pisał w domu i w Biurze Głównym w Nowym Jorku.
W lutym 1929 roku  podczas swojej dwutygodniowej wizyty na Bahamach, popłynął łodzią z Nassau na Wielkie Abaco, gdzie rozpoczął działalność kaznodziejską. Zaprojektował męską kamizelkę z zewnętrznymi kieszeniami na publikacje Świadków Jehowy oraz damską torebkę o takimż przeznaczeniu, których używali wówczas głosiciele. Woodworth działał również w stacji radiowej WBBR. W 1943 roku owdowiał. W roku 1951 zachorował na raka krtani. Zmarł 18 grudnia 1951 roku w wieku 81 lat i został pochowany na Staten Island w Nowym Jorku. 